# 楊慧敏
楊慧敏（英語：Mina Yeung Wai Man，1993年10月19日—），香港女性模特儿，為2019年度香港小姐竞选落选佳丽及最后一届口罩小姐选举八強最后一名。

## 简历
杨慧敏曾就讀香港大學理學院食物及營養學系，是2016年度香港小姐竞选冠军馮盈盈的同系师姐。就讀大学期間参加2014年FACE UStar校花选举獲得冠军。毕业后曾於國泰港龍航空擔任空姐和传讯工作，同時兼职模特儿。
杨慧敏於2019年参选香港小姐並入围15強，传媒當時形容像糖妹，亦有网民認為像日本AV女优麻仓忧。由於她是冯盈盈的师姐，又得到校花冠军，所以成為其中一位热门佳丽，不过最終無法進入十强。
2021年，杨慧敏参选ViuTV的《最後一屆口罩小姐選舉》，代号「老板娘」，最终入围总决赛八强，不过被不少网民批评她在节目的态度和表现，更被翻出於2020年新冠肺炎疫情肆虐期間，有二十多名KOL无視政府避免多人聚集的呼吁，於半島酒店一间客房舉辦生日会，杨慧敏被认出是其中一名参加者。此事令她怀疑因無法抵受批评，於Instagram表示自己一度想饮杀虫水和漂白水自杀。

## 演出

### 电视节目（无线电视）
- 2019年： 2019年度香港小姐競選参赛者（15强）

### 电视节目（ViuTV）
- 2016年：Full Speed Girls（第20集演出）
- 2021年：最後一屆口罩小姐選舉（参赛者）

## 外部連結
- 楊慧敏的Facebook專頁
- 楊慧敏的Instagram帳戶